# Вулиця Ігоря Турчина
Ву́лиця І́горя Турчина́ — вулиця в Шевченківському районі міста Києва, місцевість Нивки. Пролягає від вулиці Стеценка до вулиці Мрії.

## Історія
Виникла на початку 60-х років XX століття як безіменна вулиця. У 1964 році отримала назву вулиця Василя Блюхера на честь радянського військового діяча, маршала Радянського Союзу Василя Блюхера.
Сучасна назва на честь українського гандбольного тренера Ігоря Турчина —  з 2016 року.

## Установи та заклади
- Медичний перший київський коледж, навчальний корпус (буд. № 6)[4].
- Школа-дитсадок «Райдуга».
- Спеціалізований ДНЗ № 154 для дітей з вадами зору (буд. № 11).

## Меморіальні та анотаційні дошки
На будинку № 2/17 було встановлено анотаційну дошку на честь В. К. Блюхера, чиїм ім'ям в радянські часи було названо вулицю. Дошку виготовлено з граніту (архітектор Валентина Шевченко) та відкрито в грудні 1965 року. Демонтовано 2016 року.

## Зображення

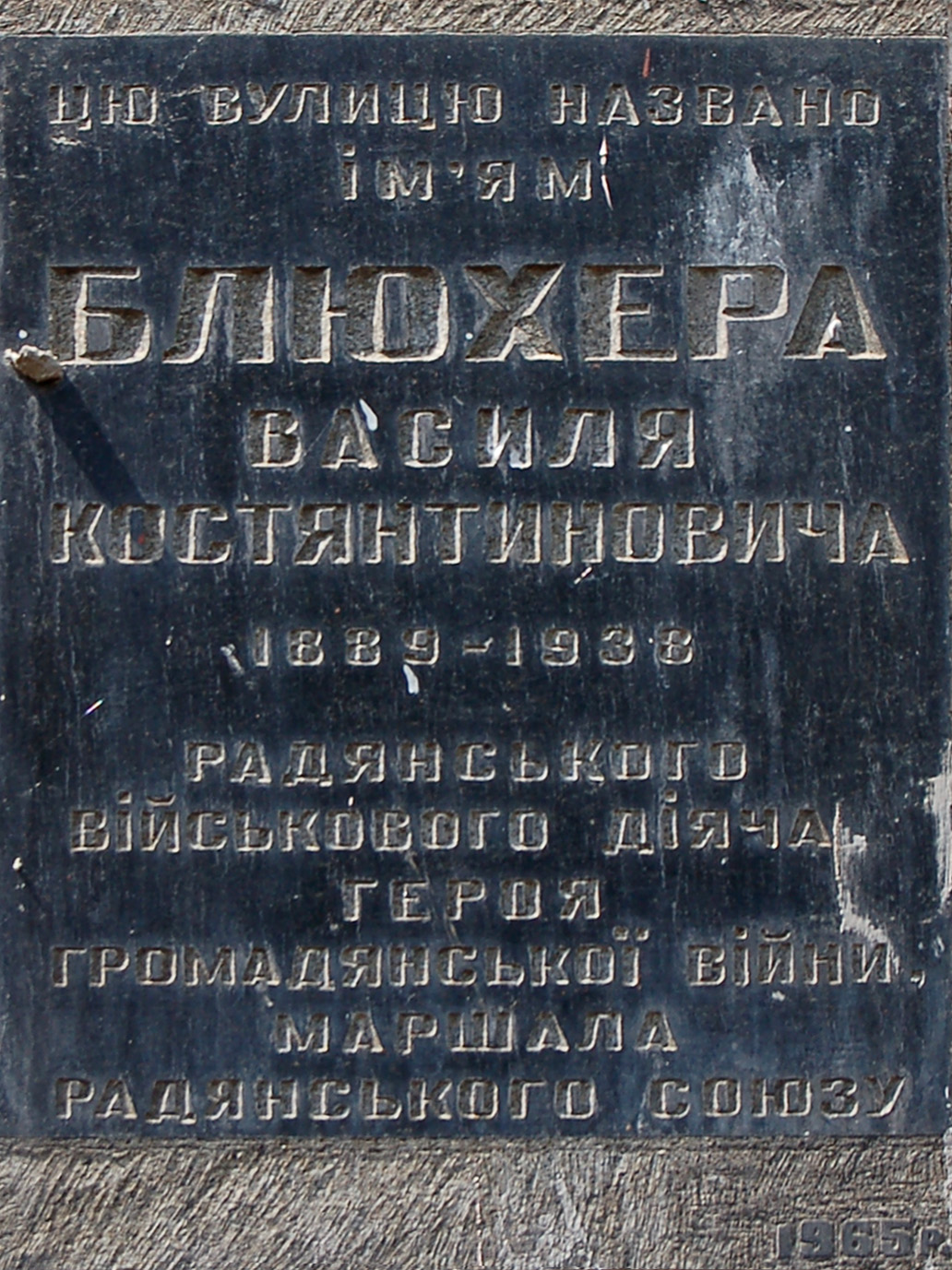
Анотаційна дошка з колишньою назвою вулиці на будинку № 2/17 (демонтовано 2016 року)
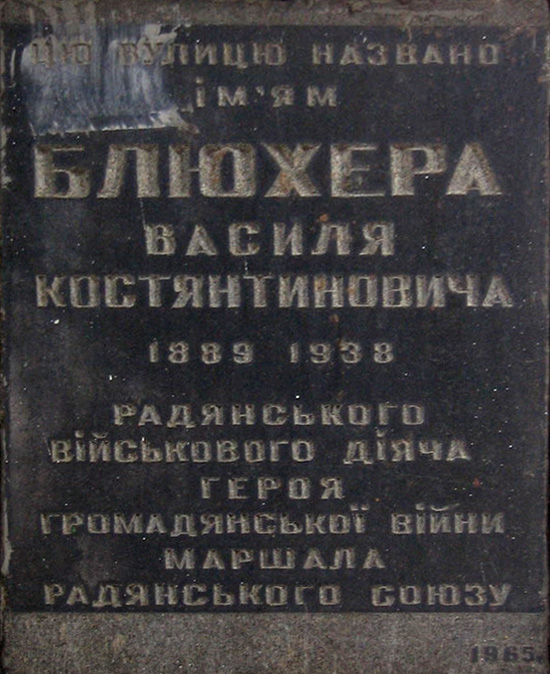
Анотаційна дошка з колишньою назвою вулиці на будинку № 24 по вулиці Мрії (демонтовано 2016 року)
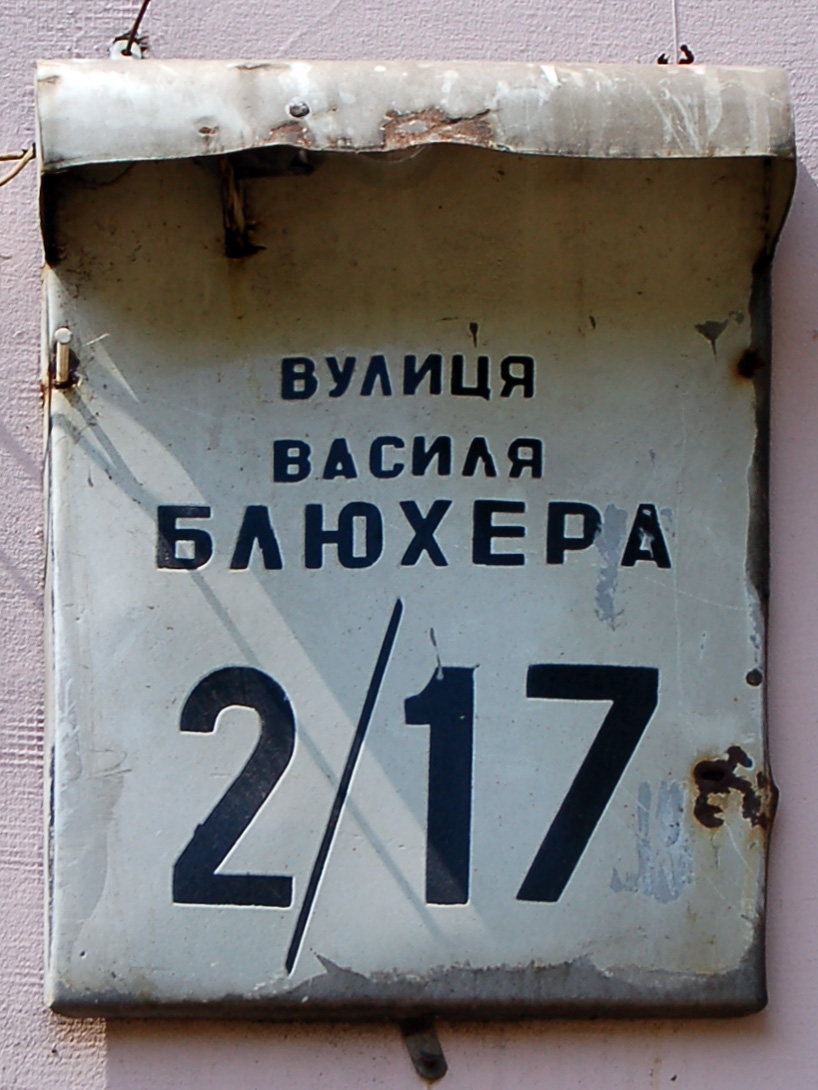
Адресна табличка з колишньою назвою вулиці «вулиця Василя Блюхера»
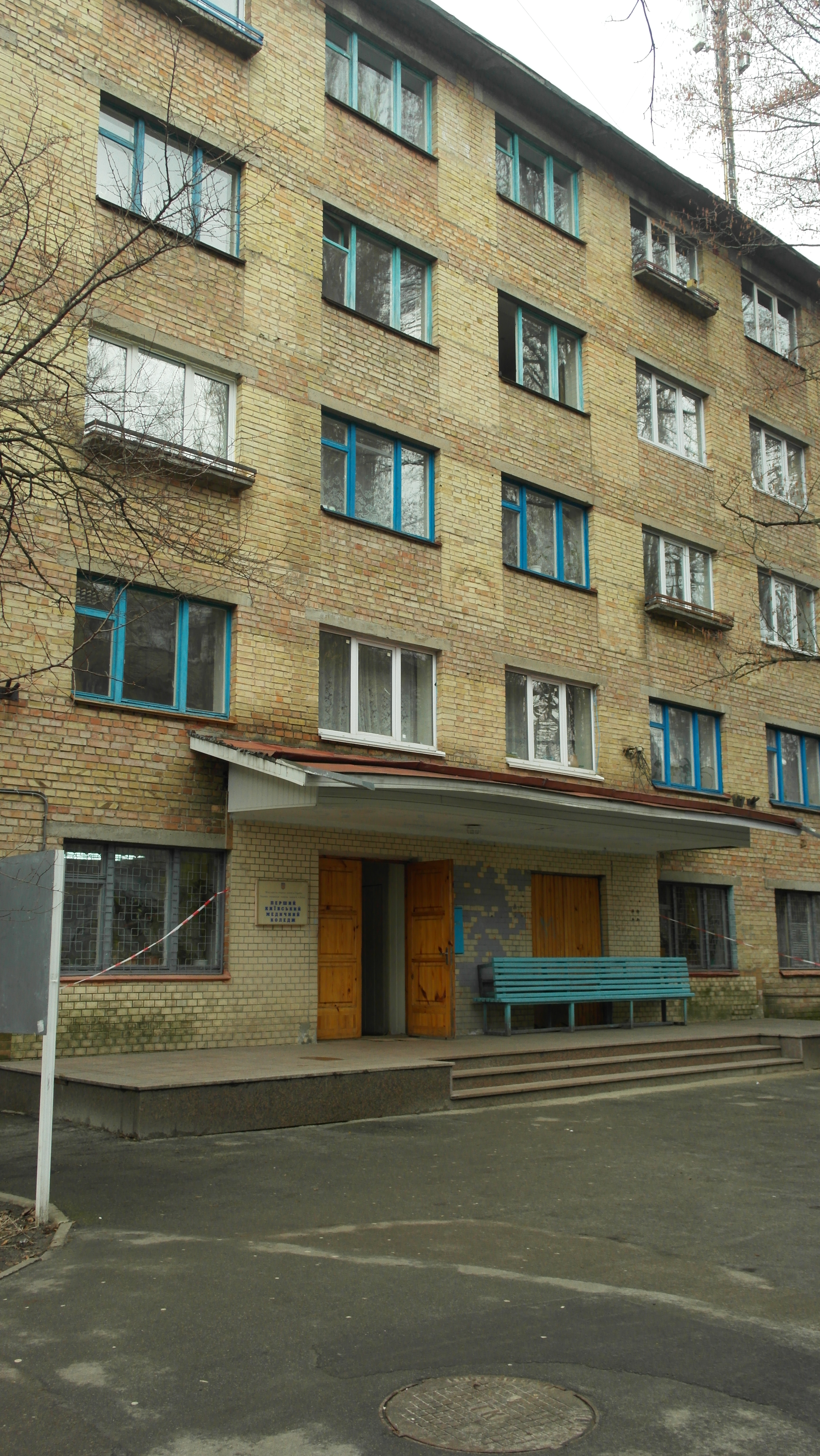
Медичний перший київський коледж, навчальний корпус